# 特洛伊·鲍德森
威廉·特洛伊·鲍德森（英語：William Troy Balderson，1962年1月16日—），是一位美国政治人物和商人，現為代表俄亥俄州第12国会选区聯邦眾議員，曾擔任俄亥俄州参议院、俄亥俄州众议院議員，他是共和黨籍。

## 外部連結
- Congressional website （页面存档备份，存于）
- Campaign website （页面存档备份，存于）
- 中的“特洛伊·鲍德森”
- 美國國會國家人物傳記大辭典中的傳記
- 由華盛頓郵報維護的投票記錄
- 智慧投票计划中的傳記、投票紀錄及利益集團評級
- 聯邦選舉委員會中的競選財務報告和數據
- C-SPAN內的頁面（英文）